# Silhouettella curieusei
Silhouettella curieusei là một loài nhện trong họ Oonopidae.
Loài này thuộc chi Silhouettella. Silhouettella curieusei được P. L. G. Benoit miêu tả năm 1979.